# 中東和平提案列表
本條目列出歷年來的中東地區和平提案。

## 阿拉伯之冬和平與和解方案

### 埃及危機和解方案
- 2012年埃及憲法公民投票（英语：Egyptian constitutional referendum, 2012）
- 2014年埃及憲法公民投票（英语：Egyptian constitutional referendum, 2014）

### 敘利亞內戰和平進程（英语：Syrian Civil War peace process）
- 阿拉伯聯盟和平計畫（英语：Arab League peace plans for Syria）
  - 阿拉伯聯盟觀察任務（英语：Arab League monitors in Syria）（2011年12月～2012年1月）
- 俄羅斯和平提案（英语：Russia's role in the Syrian Civil War）
- 科菲·安南敘利亞和平計畫（英语：Kofi Annan Syrian peace plan）（2012年2月～8月）
  - 聯合國敘利亞監察任務
- 拉赫達爾·卜拉希米敘利亞和平計畫（英语：Lakhdar Brahimi Syrian peace plan）（自2012年8月17日起至今）
- 美俄敘利亞和平提案（英语：U.S.–Russia peace proposals on Syria）（2013年5月間提案籌組和平會議）
  - 第二次日內瓦敘利亞會議（英语：Geneva II Conference on Syria）（2014年1月）
- 2015年薩巴達尼停火協議（英语：2015 Zabadani cease-fire agreement）（由敘利亞反對勢力與阿薩德政府簽署）
- 維也納敘利亞和平會談（英语：Vienna peace talks for Syria）
- 四委員會倡議（英语：Four committees initiative）
- 2016年日內瓦敘利亞和平會談（英语：Geneva peace talks on Syria (2016)）
- 2017年日內瓦敘利亞和平會談（英语：Geneva peace talks on Syria (2017)）

### 葉門危機和解方案
- 葉門和平進程（英语：Yemeni peace process）
- 2012年葉門總統選舉

## 法塔赫–哈瑪斯和解會談
- 法塔赫–哈瑪斯麥加協議（英语：Fatah–Hamas Mecca Agreement）（2007年）
- 2011年開羅協議（2011年）
- 法塔赫–哈瑪斯杜哈協議（英语：Fatah–Hamas Doha Agreement）（2012年）
- 2012年法塔赫–哈瑪斯開羅協議（英语：2012 Fatah–Hamas Cairo Agreement）
- 2014年法塔赫–哈瑪斯加薩協議（英语：2014 Fatah–Hamas Agreements）

## 伊朗核能會談
- 伊朗核問題六方會談（2006年）
- 伊朗核能協議架構（英语：Iran nuclear deal framework）
- 聯合行動計畫（英语：Joint Plan of Action）（2013年）
- 聯合全面行動計畫（2015年）

## 伊拉克戰爭和平提案
- 聯合國安全理事會第1441號決議
- 已失敗的伊拉克和平倡議（英语：Failed Iraqi peace initiatives）
- 伊拉克領導人倡議（英语：Iraqi Leaders Initiative）（2006年）
- 2003年英國對伊拉克的最後通牒（英语：2003 United Kingdom ultimatum to Iraq）

## 波斯灣戰爭和平倡議
- 日內瓦和平會議（英语：Geneva Peace Conference (1991)）（1991年）
- 聯合國安全理事會第687號決議（1991年4月）
- 聯合國安全理事會第1154號決議（英语：United Nations Security Council Resolution 1154）（1998年）

## 土耳其–庫德衝突談判
- 土耳其–庫德斯坦工人黨和平談判（1999年～2004年，未成功）
- 庫德–土耳其和平進程（英语：Solution process）（2012年～2015年，已失敗）

## 黎巴嫩內部和解方案
- 5月17日協議（英语：17 May Agreement）（黎巴嫩內戰期間）
- 三方協議（英语：Tripartite Accord (Lebanon)）（1985年結束黎巴嫩內戰的協議）
- 塔伊夫協議（黎巴嫩內戰和平協議）
- 杜哈協議（英语：Doha Agreement）（2007年～2008年危機後的和解協議）

## 賽普勒斯和平進程
- 賽普勒斯安南計劃
  - 聯合國安全理事會第1250號決議（英语：United Nations Security Council Resolution 1250）（1999年）
  - 2004年賽普勒斯安南計劃公民投票（英语：Cypriot Annan Plan referendums, 2004）
- 2014年賽普勒斯會談（英语：2014 Cyprus talks）

## 伊拉克–庫德衝突談判
- 庫德內戰和平協議（英语：Kurdish Civil War）（1997年定案）
- 1975年阿爾及爾協議
- 庫德–伊拉克和平會談（英语：Iraqi–Kurdish Autonomy Agreement of 1970）（1970年～1974年，未成功）
- 伊拉克對庫德政府的承認（英语：Law of Administration for the State of Iraq for the Transitional Period）

## 阿拉伯–以色列外交和平條約

### 阿拉伯聯盟–以色列協議
- 福克·伯納多特和平提案（1948年）
- 1949年停戰協議
- 聯合國安全理事會第242號決議（1967年11月22日）
- 賈林任務（英语：Jarring Mission）（1967年～1971年）
- 阿隆計畫（英语：Allon Plan）（1967年7月26日）
- 羅傑斯計畫（英语：Rogers Plan）（1969年）
- 大衛營協議（1978年）
- 埃及-以色列和平條約（1979年）
- 法赫德計畫（英语：Fahd Plan）（1981年）
- 雷根計畫（英语：Reagan Plan）（1982年9月1日）
- 費茲倡議（英语：Fez Initiative）（1982年9月9日）
- 5月17日協議（英语：17 May Agreement）（1983年，以色列與黎巴嫩間的失敗協議）
- 以色列–約旦和平條約（英语：Israel–Jordan peace treaty）（1994年）
- 阿拉伯和平倡議（英语：Arab Peace Initiative）（2002年3月28日）

### 以色列–巴勒斯坦衝突和平進程
- 1991年馬德里會議（英语：Madrid Conference of 1991）
- 奧斯陸協議（1993年）
- 威河備忘錄（英语：Wye River Memorandum）（1998年10月23日）
- 2000年大衛營高峰會（英语：Camp David 2000 Summit）（2000年）
- 柯林頓界限（英语：The Clinton Parameters）（2000年12月23日）
- 塔巴高峰會（英语：Taba summit）（2001年1月）
- 伊隆和平計畫（英语：Elon Peace Plan）（也稱為「以色列倡議」，2002年）
- 人民的聲音（英语：The People's Voice）（2002年7月27日）
- 和平路線圖（2003年4月30日）
- 以色勒斯坦（又稱「一國方案」，2003年5月8日）
- 日內瓦協議（英语：Geneva Accord (2003)）（2003年10月20日）
- 2005年沙姆沙伊赫高峰會（英语：Sharm el-Sheikh Summit of 2005）（2005年2月8日）
- 2006年法義西中東和平計畫（英语：2006 Franco-Italian-Spanish Middle East Peace Plan）
- 兩國方案
- 三國方案
- 以色列和平倡議（英语：Israeli Peace Initiative）（2011年4月6日）

## 土耳其獨立戰爭和平條約
- 亞歷山德羅波爾條約（英语：Treaty of Alexandropol）（1920年）
- 西西里亞和平條約（英语：Cilicia Peace Treaty）（1921年）
- 莫斯科條約（1921年）
- 卡爾斯條約（1921年）
- 安卡拉條約（1921年）
- 倫敦會議（英语：Conference of London）（1921年～1922年）
- 洛桑條約（1923年）
- 穆丹雅停戰協定（英语：Armistice of Mudanya）（1922年）

## 第一次世界大戰與戰後協定
- 賽克斯-皮科協定（1916年）
- 海珊-麥克馬洪協定（1916年）
- 色佛爾條約（1920年）
- 巴黎和會（1919年）
- 費薩爾-魏茨曼協定（英语：Faisal–Weizmann Agreement）（1919年）

## 沙烏地相關和平條約
- 1922年阿凱爾協定（英语：Uqair Protocol of 1922）

## 外部連結
- U.S. Attempts at Peace in the Middle East（页面存档备份，存于） from the Dean Peter Krogh Foreign Affairs Digital Archives